# Heligoland (album)
Pour les articles homonymes, voir Heligoland (homonymie).
Albums de Massive Attack
Splitting The Atom
(2009)
Heligoland est le cinquième album du groupe britannique Massive Attack. Le nom provient de l'archipel allemand Heligoland. L'album est réalisé avec la participation de Horace Andy et des artistes suivants : Tunde Adebimpe, Damon Albarn, Hope Sandoval, Guy Garvey et Martina Topley-Bird.
L'album a fuité sur internet début janvier 2010, un mois avant son lancement officiel.
Paradise Circus est utilisée comme musique du générique d'ouverture de la série Luther (série télévisée).

## Liste des chansons
| 1.    | Pray For Rain      | Del Naja, Marshall, Davidge, Adebimpe        | 6:43 |
| 2.    | Babel              | Del Naja, Marshall, Davidge, Topley Bird     | 5:19 |
| 3.    | Splitting the Atom | Del Naja, Marshall, Davidge, Albarn          | 5:16 |
| 4.    | Girl I Love You    | Del Naja, Marshall, Davidge, Andy            | 5:27 |
| 5.    | Psyche             | Del Naja, Marshall, Davidge, Topley Bird     | 3:24 |
| 6.    | Flat of the Blade  | Del Naja, Marshall, Davidge, Albarn, Garvey  | 5:29 |
| 7.    | Paradise Circus    | Del Naja, Marshall, Sandoval, Jackson, Brown | 4:57 |
| 8.    | Rush Minute        | Del Naja, Marshall, Davidge                  | 4:51 |
| 9.    | Saturday Come Slow | Del Naja, Marshall, Albarn, Jackson, Brown   | 3:53 |
| 10.   | Atlas Air          | Del Naja, Marshall, Davidge, Baggott         | 7:48 |
| 52:31 |                    |                                              |      |

## Personnel
- Robert Del Naja : chant, claviers, programmations, production
- Neil Davidge : claviers, basse, guitare, programmations, production
- Dan Brown : guitare, programmations
- Stew Jackson : guitare, programmations
- Damon Albarn : chant, claviers, basse
- Grant Marshall : chant, programmations, production
- John Baggot : claviers
- Horace Andy : chant
- Martina Topley-Bird : chant
- Guy Garvey : chant
- Hope Sandoval : chant
- Tunde Adebimpe : chant
- Damon Reece : batterie
- Jerry Fuchs : batterie
- Billy Fuller : basse
- Adrian Utley : guitare
- Dave Sitek : guitare
- Tim Goldsworthy : claviers, programmations, production
- Euan Dickinson : claviers, programmations
- Dan Austin : claviers, programmations

## Les remixs officiels
La version Deluxe d'Heligoland contient 4 remixes de Breakage's Tight Rope, Gui Boratto, She Is Danger et de Ryuichi Sakamoto & Yukihiro Takahashi.